# Brambach (Naturschutzgebiet)
Koordinaten: 51° 46′ 48″ N, 12° 9′ 30″ O

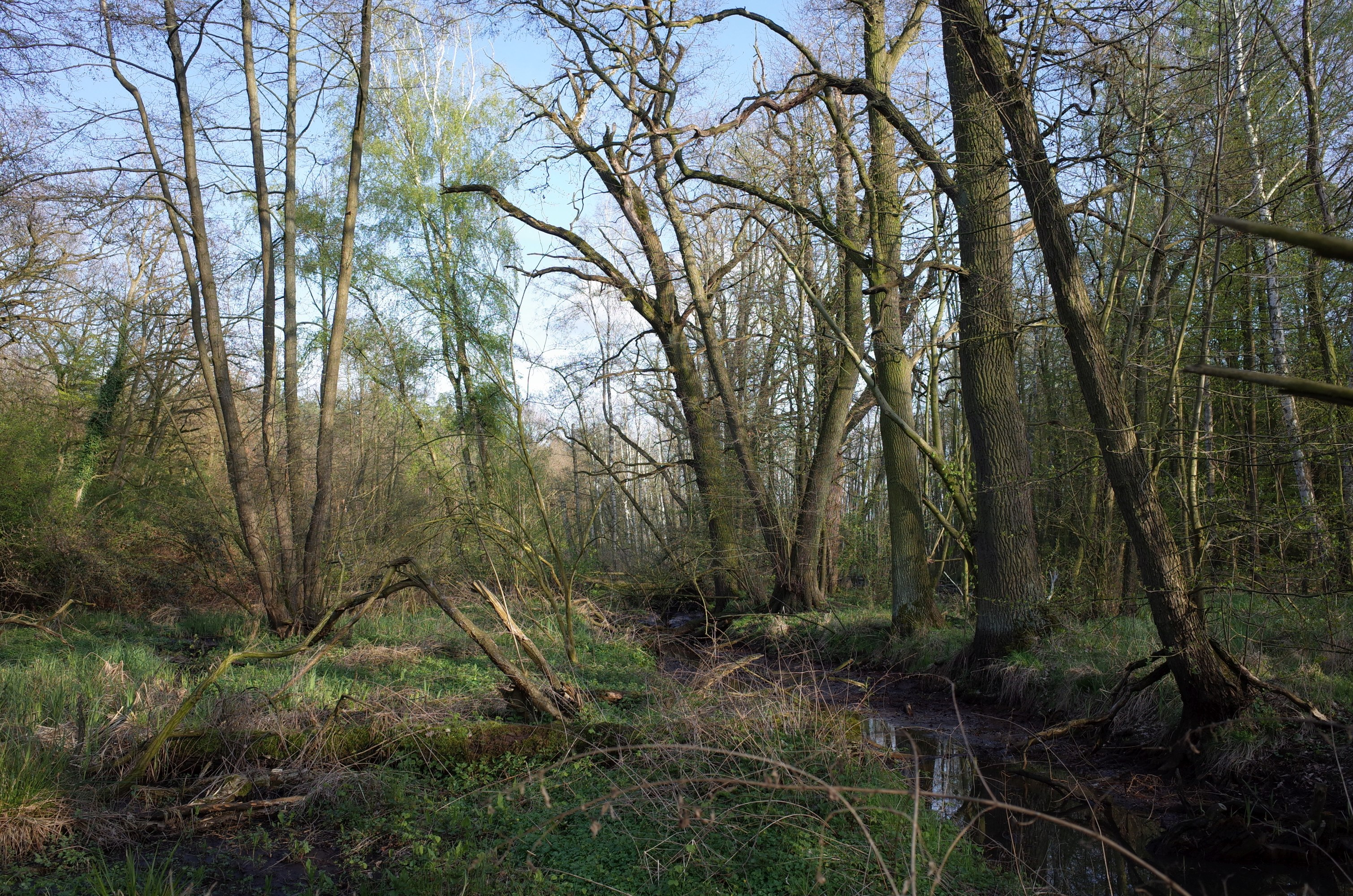
NSG und FFH-Gebiet Brambach

Der Brambach ist ein Naturschutzgebiet in der kreisfreien Stadt Dessau-Roßlau und der Stadt Südliches Anhalt im Landkreis Anhalt-Bitterfeld in Sachsen-Anhalt.
Das Naturschutzgebiet mit dem Kennzeichen NSG 0092 ist 83,04 Hektar groß. Es ist größtenteils Bestandteil des FFH-Gebietes „Brambach südwestlich Dessau“ und auf dem Gebiet der Stadt Dessau-Roßlau größtenteils vom Landschaftsschutzgebiet „Mosigkauer Heide“ umgeben. Das Gebiet steht seit 1926 unter Schutz (Datum der Verordnung: 25. Januar 1926). Zuständige untere Naturschutzbehörden sind die Stadt Dessau-Roßlau und der Landkreis Anhalt-Bitterfeld.
Das Naturschutzgebiet liegt südwestlich von Kochstedt, einem Stadtteil von Dessau-Roßlau. Es stellt einen größtenteils bewaldeten Bereich in einer Senke im Westen der Mosigkauer Heide unter Schutz. Das Gebiet wird von einem Pfeifengras-Stieleichenwald mit Rotem Hartriegel und Gemeiner Hasel geprägt. Auf Flächen mit hochanstehendem Grundwasser stockt Seggen-Erlenbruchwald.
Floristische Besonderheiten im Naturschutzgebiet sind u. a. Breitblättrige Sitter, Großes Zweiblatt, Weiße und Grünliche Waldhyazinthe, Buschnelke, Waldsanikel, Sumpfschwertlilie und Hartmans Segge. Die Wälder sind Lebensraum von Wespenbussard, Mäusebussard, Rot- und Schwarzmilan, Turmfalke, Bunt-, Klein- und Grünspecht, Wendehals, Neuntöter, Garten- und Waldbaumläufer, Pirol, Zaunkönig sowie Mönchs-, Garten-, Sperber-, Dorngras- und Klappergrasmücke.